# Anna Nerkagui
Anna Nerkagui   (Polar Ural, 15 de febrer de 1952) és una escriptora nenets, novel·lista i activista social del poble nenets a Sibèria, que escriu en llengua russa.

## Biografia
Anna Pavlovna Nerkagui va néixer el 15 de febrer de 1951 a la península de Yamal, prop de la costa del mar de Kara, a Sibèria occidental, Rússia. L'any 1958, als sis anys, les autoritats soviètiques la van apartar dels seus pares i la van obligar a viure en un internat, on es van prohibir les llengües indígenes i la cultura autòctona. Només se li permetia visitar els seus pares durant les vacances. El 1974 es va graduar a l'Institut de Geologia de la Universitat Tècnica de Tyumen.
Nerkagui va debutar com a escriptora amb el llibre autobiogràfic Aniko del clan Nogo el 1977, fet que li va permetre convertir-se en membre del Sindicat d'Escriptors.> Va deixar Tyumen el 1980 i va tornar a la forma de vida nòmada a la península de Yamal, on viu amb el seu marit. L'any 1990 va posar en marxa l'Escola Tundra per a nens nenets. Actualment viu i treballa a prop del poble de Laborovaya a la tundra de Yamal, educant nens nenets.
El 2012, un documental sobre la vida de Nerkagui, dirigit per Ekaterina Golovnya, va guanyar el Gran Premi al festival de cinema de Radonezh a Rússia. A més, el 2014 es va estrenar la pel·lícula Belyy yagel basada en la novel·la homònima d'Anna Nerkagui.